# Capasa eurynota
Capasa eurynota är en fjärilsart som beskrevs av Louis Beethoven Prout 1926. Capasa eurynota ingår i släktet Capasa och familjen mätare. Inga underarter finns listade i Catalogue of Life.